# Цветко Бизев
Цветко Димитров Бизев е български революционер, разложки деец на Вътрешната македоно-одринска революционна организация и Вътрешната македонска революционна организация.

## Биография
Бизев е роден в 1886 година в разложкото село Банско, тогава в Османската империя. Негов брат е революционерът Миле Бизев. Завършва пети клас и се занимава с търговия. Участва в Илинденско-Преображенското въстание като войвода на чета. След въстанието е избран за член на Демирхисарския околийски революционен комитет.
При избухването на Балканската война в 1912 година е доброволец в Македоно-одринското опълчение като служи в четата на Йонко Вапцаров, а по-късно в нестроевата рота на 14 воденска дружина.
След Първата световна война участва във възстановяването на ВМРО.
Умира през 1977 година в Дряново.